# Монте-Відон-Коррадо
Монте-Відон-Коррадо (італ. Monte Vidon Corrado) — муніципалітет в Італії, у регіоні Марке,  провінція Фермо.
Монте-Відон-Коррадо розташоване на відстані близько 160 км на північний схід від Рима, 60 км на південь від Анкони, 20 км на захід від Фермо.
Населення — 755 осіб (2014).
Щорічний фестиваль відбувається 15 червня. Покровитель — святий Віт di Lucania.

## Демографія
Населення за роками:

Станом на 1 січня 2023 року в муніципалітеті офіційно проживало 70 іноземців з 14 країн, серед них 15 громадян країн Євросоюзу.

## Сусідні муніципалітети
- Фалероне
- Монтаппоне
- Монтеджорджо